# 畠山義英
畠山 義英（はたけやま よしひで）は、戦国時代の武将。畠山義就を祖とする畠山氏総州家の4代当主で義就の孫に当たる。子に義堯。通称は次郎、上総介。

## 生涯
義豊（初名は基家）の嫡子。
明応3年（1494年）、8歳で元服。早い元服は父が同族で尾州家（畠山政長を祖とする）の畠山尚順と対立していて、万が一の場合に備えて行った処置と見られる。
明応8年（1499年）、父が尚順に敗れて自刃した。これにより家督を継承、領国河内から出奔したが、間もなく庇護者の細川政元が尚順を破ったため、河内へ戻った。
最初は政元の傀儡として過ごしていたが、永正元年（1504年）頃から赤沢朝経と薬師寺元一の謀反など細川氏の内訌が起こり激しくなると、義英は政元からの独立を模索した。同年12月18日、尚順と和睦し、義英は誉田城、尚順は高屋城の城主となり、河内国を半国ずつ領することになった。また、息子の畠山勝王をその猶子とさせた。
義英と尚順の和睦により、義英と細川政元の関係は悪化した。永正2年（1505年）11月、政元から赦免された赤沢朝経により、誉田城を攻められた。義英は、周防国にいた足利義尹（義稙）に書状を送り、義尹の上洛に向けて畠山尚順と共に尽力することを誓い、義尹から感状を与えられた（『多門院日記』）。
永正4年（1507年）6月23日、細川政元が暗殺される（永正の錯乱）。この期に乗じて、義英は分国を回復した。
しかし、永正元年（1504年）以来の畠山尚順との講和が破れ、永正4年（1507年）12月4日、義英は岳山城に籠城した。永正5年（1508年）1月、尚順や細川高国により、岳山城は陥落したが、細川澄元の部将・赤沢長経が尚順らに無断で脱出させた。これは、畠山氏の一本化・強大化を避けるための措置だった。
その後、河内を奪った畠山尚順が、細川澄元から将軍義稙・細川高国・大内義興一派に鞍替えすると、義英は足利義澄・細川澄元らと結んで尚順との戦いを継続した。
永正8年（1511年）、一時、河内を奪い返すが、足利義澄の急死や、細川澄元が船岡山合戦で細川高国らに敗北すると旗色が悪くなり、河内を尚順に再び奪われた。永正10年（1513年）、尚順に敗北してからは逼塞した。
細川澄元派と細川高国派の対立が続く中、反高国派だった義英は、大和国の越智家全らと共に、高国派の畠山稙長（尚順の嫡男）が籠もる高屋城を攻めた。永正17年（1520年）3月16日、同城は落城したが、河内国が義英に統一されることを嫌った越智家全は、稙長や遊佐順盛らを密かに脱出させた。
永正17年（1520年）5月5日、細川高国の軍勢は、等持寺（京都市中京区姉小路東洞院付近）で三好之長方を破った（等持寺の戦い）。河内国八尾に在陣していた義英は、この報を聞き吉野に逐電し、同月10日、高屋城は稙長に奪い返された。
大永元年（1521年）10月に高国と対立して出奔した義稙を擁立した尚順と再度和睦したが、11月に稙長に敗北した記録が残っている。
以後は徴証が知れないが、興福寺大乗院門跡の日記の大永2年（1522年）4月30日条に「畠山濃州他界」という記録があり、大永3年（1523年）3月にもう一人の息子（嫡子）の義堯が観心寺に判物を発給していることから、この大永2年に没した畠山濃州が義英ではないかとされている。
義英政権では、守護奉行所・守護代奉行所が創設され、畠山総州家の領国経営の基盤が整備された。